# Karl Allgöwer
Karl Allgöwer (* 5. Januar 1957 in Geislingen an der Steige) ist ein ehemaliger deutscher Fußballspieler. Der für einen harten Schuss und seine gefährlichen Freistöße (Marke „Knallgöwer“) bekannte Mittelfeldspieler bestritt als Profi zwischen 1977 und 1991 insgesamt 116 Zweitligaspiele für die Stuttgarter Kickers und 338 Bundesligaspiele mit 129 erzielten Toren für den VfB Stuttgart. In der Zeit beim VfB bekam er den Spitznamen „Wasen-Karle“ und wurde mit dem Verein Deutscher Meister 1984, erreichte das Finale des DFB-Pokals 1986 und stand 1989 im Endspiel des UEFA-Cups. Zudem spielte Allgöwer zehnmal für die deutsche Nationalmannschaft, mit der er 1986 Vize-Weltmeister wurde.
Allgöwers Bruder Ralf spielte 1986 bis 1989 ebenfalls in der Fußball-Bundesliga für den VfB Stuttgart und die Stuttgarter Kickers.

## Laufbahn

### Karrierebeginn in Geislingen und bei den Kickers
Der Arbeitersohn Karl Allgöwer besuchte die Realschule und absolvierte eine Lehre als Industriekaufmann. Beim SV Glück Auf Altenstadt begann er 1965 in der D-Jugend mit dem Fußballspielen, bevor er als B-Jugendlicher zum SC Geislingen wechselte. Schon in der Jugend waren seine Schüsse und Freistöße gefürchtet. Mit 18 Jahren stellte sein Orthopäde eine angeborene Fehlstellung der rechten Hüfte fest und riet ihm vom Hochleistungssport ab. Dennoch spielte das Talent Allgöwer weiter Fußball und wurde bereits in seiner Juniorenzeit für die in der 2. Amateurliga spielende erste Mannschaft seines Vereins eingesetzt, für die er in seinem ersten Punktspiel 1975 beim TSV Heubach gleich fünfmal traf. In der Saison 1975/76 verpasste der SC Geislingen trotz Allgöwers mehr als 30 erzielten Saisontoren die Meisterschaft und wurde Vierter. Im darauffolgenden Jahr kämpfte der Sport-Club in einem Dreikampf mit der SpVgg Au und dem FV Nürtingen um die Meisterschaft, welche Allgöwer schließlich durch drei Treffer im Spiel gegen Au für den SC Geislingen entschied. Der Sport-Club wurde schließlich mit 45:15 Punkten und 82:36 Toren aufgrund der besseren Tordifferenz Meister vor den beiden punktgleichen Mannschaften aus Au und Nürtingen. Allgöwer erzielte dabei in der Saison 1976/77 insgesamt 42 Tore.
Ab 1977 spielte er für den Zweitligisten Stuttgarter Kickers. Nachdem er eine Woche zuvor bereits in der 1. Runde des DFB-Pokals das erste Pflichtspiel für die Kickers bestritt, folgte am 6. August 1977 sein erstes Zweitligaspiel. Beim 3:2-Auswärtssieg gegen den FC Augsburg stand Allgöwer in der Anfangsformation und erzielte in der 89. Minute den 3:2-Endstand. Am Ende seiner ersten Profisaison, in der er alle 38 Ligaspiele bestritt und dabei elf Tore erzielte, landete er mit den Kickers auf Platz zehn. Auch in den folgenden beiden Spielzeiten, bei denen die Stuttgarter Kickers in der Saison 1978/79 Neunter und ein Jahr später sogar Dritter wurden, fehlte Karl Allgöwer in keinem einzigen Spiel. Nach insgesamt 116 Zweitligaspielen und 59 Toren wechselte Allgöwer im Sommer 1980 für 700.000 DM Ablöse zum Lokalrivalen VfB Stuttgart in die Fußball-Bundesliga.

### Meisterschaft und Pokalfinale mit dem VfB
Auch beim VfB spielte sich Karl Allgöwer schnell in die Stammelf. Am 20. August 1980 bestritt er unter Trainer Jürgen Sundermann sein erstes Bundesligaspiel, als er am zweiten Spieltag beim Auswärtsspiel gegen den 1. FC Kaiserslautern zur Halbzeit für Bernd Schmider eingewechselt wurde. Am darauffolgenden Wochenende wurde er gegen den 1. FC Köln zur 67. Minute erneut eingewechselt und erzielte zwei Minuten später sein erstes Bundesligator zum 3:0-Endstand. Aufgrund seiner guten Leistungen beim VfB Stuttgart berief ihn Bundestrainer Jupp Derwall Ende des Jahres zum Freundschaftsspiel gegen Frankreich in die Nationalmannschaft. Beim 4:1-Sieg vor 63.000 Zuschauern im Niedersachsenstadion von Hannover spielte Allgöwer über volle 90 Minuten. Zum Jahreswechsel nahm er mit dem DFB-Team an der Mini-WM teil. Bei dem anlässlich des 50-jährigen Bestehens der Austragung von Fußball-Weltmeisterschaften stattfindenden Turnier in Uruguay kam er im ersten Spiel gegen Argentinien nicht zum Einsatz. Bei der 1:4-Niederlage im zweiten Vorrundenspiel gegen Brasilien wurde er in der 78. Minute für Klaus Allofs eingewechselt. In den nächsten Monaten kam Allgöwer im Trikot der Nationalmannschaft in einem weiteren Freundschaftsspiel gegen Brasilien sowie in der Qualifikation zur Weltmeisterschaft 1982 gegen Österreich und Finnland zum Einsatz, wobei er jeweils in der zweiten Hälfte eingewechselt wurde. Mit seinem Verein VfB Stuttgart wurde er neben Spielern wie Roland Hattenberger, Karlheinz Förster und Hansi Müller in seiner ersten Bundesligasaison 1980/81 Dritter hinter dem FC Bayern München und dem Hamburger SV und qualifizierte sich für den UEFA-Pokal. Allgöwer bestritt dabei 32 Spiele und schoss 10 Tore.
In die Saison 1981/82 startete der VfB mit der Mittelfeldachse Hermann Ohlicher – Hansi Müller – Karl Allgöwer als laut Kicker härtester Konkurrent der Bayern in den Kampf um die deutsche Meisterschaft. Die Euphorie verwandelte sich schnell in Enttäuschung und am Ende verpasste der Titelaspirant erstmals seit 1978 die Qualifikation für den UEFA-Pokal, woraufhin Trainer Sundermann am Saisonende zu den Stuttgarter Kickers wechselte und Helmut Benthaus ab Sommer 1982 übernahm. Mit der Nationalmannschaft bestritt Allgöwer im Februar 1982 sein vorerst letztes Spiel mit der Partie gegen Portugal. An der Weltmeisterschaft 1982 in Spanien nahm er nicht teil. Zur neuen Saison überraschte der VfB mit dem neuen Trainer Benthaus plötzlich wieder mit erfrischend attraktivem Angriffsspiel und kam damit bis ins Halbfinale des DFB-Pokals sowie auf den dritten Platz in der Bundesliga. Von den 80 in der Saison 1982/83 durch den VfB geschossenen Ligatore erzielte allein Allgöwer 21. Dies brachte ihn in der Bundesligatorschützenliste auf Platz zwei hinter Rudi Völler, dem in dieser Spielzeit noch zwei Treffer mehr gelangen.
Der große Erfolg gelang schließlich in der darauffolgenden Saison. Schon nach dem ersten Spieltag stand der VfB nach einem 3:0 gegen Eintracht Braunschweig an der Tabellenspitze. Nach dem Ausscheiden in der 1. Runde des UEFA-Pokals gegen Lewski-Spartak Sofia spielte der VfB in der Bundesliga eine überzeugende Hinrunde und errang im Dezember mit einem 2:0 gegen den härtesten Konkurrenten Hamburger SV die Herbstmeisterschaft, wobei Allgöwer in der 88. Minute das Tor zum 2:0-Endstand erzielte. Auch in der Rückrunde, in der Allgöwer von Februar bis Ende April aufgrund einer Verletzung pausieren musste, lagen die Schwaben mit dem HSV Kopf an Kopf, bevor der VfB am 33. Spieltag mit einem 2:1 in Bremen bei gleichzeitiger Niederlage der Hamburger die Meisterschaft praktisch perfekt machte.
Nach der Meisterschaft wollte man sich in Stuttgart international etablieren. Nach dem frühen Aus im Europapokal und einer teilweise auf Verletzungspech zurückzuführenden schwachen Runde drohte der VfB jedoch sogar in den Abstiegskampf zu geraten. Am Ende der Saison, in der Allgöwer 32 Spiele bestritt und 19 Tore schoss, wurde man Zehnter und verpasste klar die Qualifikation für den UEFA-Pokal. Kurze Zeit später verkündete der längst nicht mehr unumstrittene Benthaus seine Rückkehr zum FC Basel. Außerhalb des Platzes setzte sich Allgöwer, der sich bereits vor der Bundestagswahl 1983 für die SPD engagierte und sich außerdem aus Protest gegen die Umweltverschmutzung auf einer Müllkippe fotografieren ließ, in den 1980ern für die Initiative Sportler für den Frieden ein. Dies führte zu einer Konfrontation mit dem CDU-Kultusminister von Baden-Württemberg und VfB-Präsidenten Gerhard Mayer-Vorfelder, als er im April 1985 am schwarzen Brett in der VfB-Kabine eine Unterschriftenliste zum Protest gegen das vom US-amerikanischen Präsidenten Ronald Reagan angeordnete SDI-Programm zum Aufbau eines Abwehrschirms gegen Interkontinentalraketen aufhängte. Neben Allgöwer unterschrieben lediglich Rainer Zietsch und Jürgen Klinsmann, bevor der Zettel von einem Vereinsangestellten entfernt wurde. In der Folge verbot Mayer-Vorfelder seinem Angestellten jegliche politische Betätigung auf dem VfB-Klubgelände. Man einigte sich darauf, die Saison friedlich zu beenden und dass Allgöwer danach trotz eines bis 1988 laufenden Vertrages ins Ausland wechseln solle, woraufhin ihm Mayer-Vorfelder anbot, ihn „in der Schubkarre an die Grenze“ zu fahren. Trotzdem blieb Allgöwer dem VfB auch in der Folge erhalten.
Zur Saison 1985/86 übernahm Otto Barić nach Benthaus’ Weggang das Traineramt bei den Schwaben. Nach einer erneut schwachen Runde musste dieser am 4. März 1986 nach einer 1:2-Niederlage beim Abstiegskandidaten 1. FC Köln zurücktreten. Als im Anschluss der bisherige Co-Trainer Willi Entenmann die sportliche Leitung übernahm, lief es plötzlich und Stuttgart erreichte mit 17:3 Punkten in Folge sogar noch einen UEFA-Cup-Platz und gelangte bis ins DFB-Pokalfinale. Im Endspiel im Berliner Olympiastadion verlor der VfB am 3. Mai 1986 vor 76.000 Zuschauern mit 2:5 gegen den FC Bayern München. Allgöwer musste hierbei zur Halbzeit mit einem Bluterguss ausgewechselt werden. International holte DFB-Teamchef Franz Beckenbauer den Stuttgarter während dieser Saison zurück ins Nationalteam. Allgöwer nahm Ende 1985 an den Qualifikationsspielen zur Weltmeisterschaft 1986 teil und gehörte später auch zum Endrundenkader. Beim Endrundenturnier in Mexiko, bei dem Deutschland Vize-Weltmeister wurde, kam Allgöwer jedoch nicht zum Einsatz. Im Anschluss an die Weltmeisterschaft trat er nach insgesamt zehn absolvierten A-Länderspielen freiwillig aus der Nationalmannschaft zurück.

### UEFA-Pokal-Finale und Karriereende
Trotz des Endspurts in der letzten Saison und dem Erreichen des Pokalfinales wurde Willi Entenmann zur Saison 1986/87 durch den von Bayern München kommenden Co-Trainer Egon Coordes abgelöst. Obwohl sich der VfB Stuttgart zunächst in der Spitzengruppe der Liga festsetzen konnte, schaffte es der neue Trainer, der über Allgöwer sagte, er sei ein Querulant, mit seiner schroffen und verbissenen Art Spieler, Fans, Funktionäre, Sponsoren und Journalisten gleichermaßen gegen sich aufzubringen. Der sportliche Absturz begann im November nach einer 0:4-Niederlage bei Borussia Mönchengladbach und dem Ausscheiden im Achtelfinale des UEFA-Pokals gegen Torpedo Moskau. Nachdem sich die Mannschaft zwischenzeitlich erholte und nur drei Punkte hinter dem Tabellenführer aus München lag, zerplatzten die Titelträume durch ein 1:2 gegen den FC Schalke 04 am 22. Spieltag. Zweieinhalb Wochen später zog sich Karl Allgöwer am 15. April 1987 beim 5:1-Sieg beim 1. FC Köln einen Sehnenabriss in der Schulter zu, nachdem ihn Kölns Torwart Bodo Illgner beim Heranstürmen rammte. Allgöwer musste daraufhin mehr als einen Monat verletzungsbedingt pausieren, woraufhin er auf Schadensersatz klagte und Illgner ihm außergerichtlich 15.000 DM bezahlte. Seine Mannschaft geriet zwischenzeitlich immer mehr in die Krise. Mit sieben Niederlagen in Folge zum Saisonschluss verspielte man auch noch die UEFA-Cup-Teilnahme. Trainer Egon Coordes verkündete daraufhin, seinen Drei-Jahres-Vertrag nicht zu erfüllen.
Im Sommer 1987 wurde der Holländer Arie Haan als neuer Trainer der Schwaben verpflichtet. Mit der durch die Neuzugänge Fritz Walter, Maurizio Gaudino und Rainer Schütterle verstärkten Mannschaft erreichte der VfB den Einzug in den UEFA-Pokal. Auffälligster Mannschaftsteil war hierbei die Offensive. Der VfB erzielte 69 Treffer, die zweitmeisten Tore aller Bundesligisten, von denen Allgöwer neun Stück in 31 Spielen beisteuerte. Im darauffolgenden Jahr kehrte Allgöwer, der lange Zeit den verletzten isländischen Spielmacher Ásgeir Sigurvinsson ersetzt hatte, auf die Liberoposition zurück. Der VfB tanzte bis spät in die Saison auf drei Hochzeiten, stand am Ende jedoch mit leeren Händen da. In der Bundesliga sorgten Niederlagen der auswärtsschwachen Schwaben in Hannover, Köln und Dortmund für das Ende im Kampf um die deutsche Meisterschaft. Die Pokalträume platzten im Halbfinale nach einer unglücklichen 0:2-Niederlage bei Borussia Dortmund. Nur im europäischen Wettbewerb zog der VfB Stuttgart durch Erfolge gegen Bányász Tatabánya, Dinamo Zagreb, den FC Groningen, Real Sociedad San Sebastián und Dynamo Dresden in die Endspiele um den UEFA-Pokal ein. Gegner im Finale war der SSC Neapel um den argentinischen Weltstar Diego Maradona, welcher die Süditaliener im Hinspiel  zum 2:1-Sieg führte. Besonders umstritten war ein Maradona vom griechischen Schiedsrichter Gerassimos Germanakos zugesprochener Elfmeter, der zum 1:1-Ausgleich führte. Dieses Ergebnis konnte der VfB im 3:3 endenden Rückspiel am 17. Mai 1989 vor 66.800 Zuschauern im ausverkauften Neckarstadion nicht mehr drehen. In der Bundesliga wurde man schließlich trotz eines 0:3 in Bremen Fünfter und qualifizierte sich erneut für den UEFA-Cup, da Mönchengladbach zeitgleich gegen den Hamburger SV verlor.
In der Folgespielzeit konnte der VfB den positiven Trend nicht bestätigen. Dies lag zu einem großen Teil am Weggang von Jürgen Klinsmann, dessen Rolle der als neuer Leitwolf auserkorene Allgöwer weder übernehmen wollte noch konnte. Nach einer 0:1-Heimniederlage gegen den 1. FC Kaiserslautern im März 1990 wurde Trainer Haan von Co-Trainer Willi Entenmann abgelöst. Die katastrophale Auswärtsbilanz mit nur sieben gewonnenen Punkten kostete die auf Rang sechs landenden Schwaben am Ende sogar das Minimalziel UEFA-Cup-Platz. Auch die Saison 1990/91, welche Allgöwers letzte Spielzeit als Profifußballer werden sollte, entwickelte sich nach einem guten Beginn mit zwei Siegen und 7:0 Toren unbefriedigend. Mitte November trennten den VfB nach zehn sieglosen Spielen in Folge nur drei Tore vom vorletzten Tabellenplatz. Für den glücklosen Entenmann übernahm Christoph Daum die Mannschaft und führte sie schließlich wie in der Vorsaison auf Platz sechs, was dem VfB dieses Mal durch Werder Bremens DFB-Pokalsieg die Teilnahme am UEFA-Pokal bescherte. Sein letztes Heimspiel im Trikot des VfB Stuttgart bestritt Karl Allgöwer am vorletzten Spieltag beim 2:0 gegen den Hamburger SV. Bei seiner Auswechslung kurz vor Schluss wurde der langjährige VfB-Spieler von den 41.500 Stuttgarter Zuschauern im Neckarstadion begeistert verabschiedet. Eine Woche später, am 15. Juni 1991, bestritt er beim 0:4 in Frankfurt sein letztes Bundesligaspiel.
Insgesamt spielte Allgöwer bis 1991 insgesamt 338-mal für den VfB Stuttgart in der Fußball-Bundesliga, dabei erzielte er 129 Treffer.
Allgöwer besaß einen extrem harten, platzierten Schuss, der ihn zu einem der besten Freistoß-Spezialisten seiner Generation machte. Die Boulevardpresse nannte ihn deswegen auch Karl Knallgöwer.

### Leben nach seiner aktiven Karriere
Seit dem Ende seiner Karriere als Fußballspieler arbeitet Karl Allgöwer als selbständiger Kaufmann. Dabei betreut er für Unternehmen Kunden bei Ereignissen wie der Fußball-Weltmeisterschaft und ist außerdem Handelsvertreter für eine Heilsalbe. Er lebt mit seiner Ehefrau, die als Lehrerin arbeitet, und ihrem 1984 geborenen Sohn im rund 55 Kilometer östlich von Stuttgart gelegenen Gingen an der Fils. In seiner Freizeit ist er auch nach seiner aktiven Zeit noch häufig Gast in der Stuttgarter MHPArena. Zudem spielt er mit Handicap 12 Golf und setzt sich hierbei mit dem EAGLES Charity Golf Club für soziale und karitative Projekte ein.
Am 6. Juli 2006 wurde Allgöwer in Stuttgart Opfer einer Geiselnahme, bei der er nicht verletzt wurde. Das Stuttgarter Landgericht verurteilte den 19-jährigen Täter am 15. September 2006 zu dreieinhalb Jahren Gefängnis wegen schwerer räuberischer Erpressung, erpresserischen Menschenraubs, räuberischen Angriffs und Körperverletzung.
Im Jahr 2016 war er kurzzeitig als Berater beim VfB Stuttgart tätig.

## Titel und Erfolge
mit der Nationalmannschaft
- Vize-Weltmeister 1986

mit dem VfB Stuttgart
- Deutscher Meister 1984
- DFB-Pokalfinalist 1986
- Torschützenkönig des DFB-Pokals 1986
- UEFA-Pokalfinalist 1989

## Auszeichnungen
- Torschütze des Monats Juli 1978 und Juni 1991
- Verdienstorden des Landes Baden-Württemberg (2018)[12]